# Assyriens en Iran

Assyriens de la région du lac d'Oroumieh. Photographie colorisée du XIX.

Les Assyriens (en persan : آسوری, Āsuri), aussi appelés Assyro-Chaldéens sont une des Minorités ethnico-religieuses en Iran d'Iran reconnue par la constitution de 1979.

## Description
La communauté comptait plus de 200 000 personnes au début du XXe siècle et son nombre s'élève à 20 000 à 80 000 personnes à la fin du XXe siècle.
Les Assyriens en Iran sont majoritairement concentrés à Téhéran et dans la région autour d'Orumieh et du lac d'Orumieh, dans la province d'Azerbaïdjan occidental.
Les Assyriens étant reconnus par la constitution, ils disposent d'un siège réservé au Majles (Parlement). Ce siège est actuellement occupé par Younatan Botkilia (élu en 2000 et réélu en 2004); il était précédemment occupé par Shamshun Maqsudpour.
La reconnaissance des Assyriens comme minorité religieuse leur permet de suivre leurs propres lois religieuses dans les questions relatives au mariage, au divorce et à l'héritage. Bien que les Assyriens aient été victimes de préjudices personnels, ils ne sont pas sujets à la persécution. Cependant, les Assyriens sont soumis aux lois de la république islamique concernant l'alcool et le hejab, qui sont à l'encontre de leurs traditions religieuses.
Ils appartiennent soit à :
- l'Église apostolique assyrienne de l'Orient
  - Diocèse d'Iran, avec un nouvel évêque (Mar Narsai Benjamin) depuis septembre 2010[4] à Téhéran

- l'Église catholique chaldéenne
  - Métropole d'Ourmia[5] avec 4 paroisses.
  - Métropole de Téhéran[6] avec 6 paroisses.

- l'Église évangélique assyrienne dans la capitale.

- l'Église pentecôtiste assyrienne à Téhéran et Ourmia.

## Assyriens d'Iran célèbres
- Ramona Amiri, Miss World Canada 2005
- Mike Agassi, boxeur et père d'Andre Agassi
- Rosie Malek-Yonan, actrice et militante
- Evan Agassi, musicien
- Beniamin Arsanis (1883-1957), enseignant, écrivain et militant politique.
- Beneil Dariush, professionnel des arts martiaux évoluant au sein de la catégorie “poids légers” de l’Ultimate Fighting Championship.